# Championnats du monde de cyclisme sur piste 1986
Navigation
Bassano del Grappa 1985 Vienne 1987
Les championnats du monde de cyclisme sur piste 1986 ont eu lieu à Colorado Springs aux États-Unis en 1986. Quatorze épreuves sont disputées : 12 par les hommes (5 pour les professionnels et 7 pour les amateurs) et deux par les femmes. 
Ces championnats du monde sont dominés par les pistards est-allemands, vainqueur de 3 titres et de 8 médailles. Le Japonais Kōichi Nakano remporte son dixième et dernier titre consécutif de champion du monde de vitesse, ce qui constitue un record.

## Résultats

### Hommes

#### Podiums professionnels
| Compétition            | Or                        | Argent                              | Bronze                   |
| ---------------------- | ------------------------- | ----------------------------------- | ------------------------ |
| Keirin                 | Michel Vaarten Belgique   | Dieter Giebken Allemagne de l'Ouest | Urs Freuler Suisse       |
| Vitesse individuelle   | Kōichi Nakano Japon       | Hideyuki Matsui Japon               | Nobuyuki Tawara Japon    |
| Poursuite individuelle | Anthony Doyle Royaume-Uni | Hans-Henrik Ørsted Danemark         | Jesper Worre Danemark    |
| Course aux points      | Urs Freuler Suisse        | Michel Vaarten Belgique             | Stefano Allocchio Italie |
| Demi-fond              | Bruno Vicino Italie       | Constant Tourné Belgique            | Giovanni Renosto Italie  |

#### Podiums amateurs
| Compétition            | Or                                                                    | Argent                                                                      | Bronze                                                                                |
| ---------------------- | --------------------------------------------------------------------- | --------------------------------------------------------------------------- | ------------------------------------------------------------------------------------- |
| Kilomètre              | Maic Malchow Allemagne de l'Est                                       | Martin Vinnicombe Australie                                                 | Jens Glücklich Allemagne de l'Est                                                     |
| Vitesse individuelle   | Michael Hübner Allemagne de l'Est                                     | Lutz Hesslich Allemagne de l'Est                                            | Ralf-Guido Kuschy Allemagne de l'Est                                                  |
| Poursuite individuelle | Viatcheslav Ekimov Union soviétique                                   | Gintautas Umaras Union soviétique                                           | Dean Woods Australie                                                                  |
| Poursuite par équipes  | Tchécoslovaquie Pavel Soukop Aleš Trčka Svatopluk Buchta Teodor Cerny | Allemagne de l'Est Steffen Blochwitz Dirk Meier Bernd Dittert Roland Hennig | Union soviétique Viatcheslav Ekimov Alexandre Krasnov Viktor Manakov Gintautas Umaras |
| Course aux points      | Dan Frost Danemark                                                    | Olaf Ludwig Allemagne de l'Est                                              | Leonard Nitz États-Unis                                                               |
| Demi-fond              | Mario Gentili Italie                                                  | Luigi Bielli Italie                                                         | Roland Königshofer Autriche                                                           |
| Tandem                 | Tchécoslovaquie Vítězslav Vobořil Roman Rehounek                      | États-Unis Kit Kyle David Lindsey                                           | Italie Andrea Faccini Roberto Nicotti                                                 |

### Femmes
| Compétition            | Or                                      | Argent                         | Bronze                       |
| ---------------------- | --------------------------------------- | ------------------------------ | ---------------------------- |
| Vitesse individuelle   | Christa Rothenburger Allemagne de l'Est | Erika Salumäe Union soviétique | Connie Paraskevin États-Unis |
| Poursuite individuelle | Jeannie Longo France                    | Rebecca Twigg États-Unis       | Barbara Ganz Suisse          |

## Tableau des médailles
| Rang | Nation               | Or | Argent | Bronze | Total |
| ---- | -------------------- | -- | ------ | ------ | ----- |
| 1    | Allemagne de l'Est   | 3  | 3      | 2      | 8     |
| 2    | Italie               | 2  | 1      | 3      | 6     |
| 3    | Tchécoslovaquie      | 2  | 0      | 0      | 2     |
| 4    | Union soviétique     | 1  | 2      | 1      | 4     |
| 5    | Belgique             | 1  | 2      | 0      | 3     |
| 6    | Danemark             | 1  | 1      | 1      | 3     |
| 6    | Japon                | 1  | 1      | 1      | 3     |
| 8    | Suisse               | 1  | 0      | 2      | 3     |
| 9    | France               | 1  | 0      | 0      | 1     |
| 9    | Royaume-Uni          | 1  | 0      | 0      | 1     |
| 11   | États-Unis           | 0  | 2      | 2      | 4     |
| 12   | Australie            | 0  | 1      | 1      | 2     |
| 13   | Allemagne de l'Ouest | 0  | 1      | 0      | 1     |
| 14   | Autriche             | 0  | 0      | 1      | 1     |
|      | TOTAL                | 14 | 14     | 14     | 42    |